# هارتفیلد
هارتفیلد (به انگلیسی: Hartfield) یک روستا و محله مدنی در بریتانیا است که در Wealden واقع شده‌است. هارتفیلد ۴۲٫۰ کیلومتر مربع مساحت و ۲٬۱۷۹ نفر جمعیت دارد.